# آرنه فریدریش
آرنه فریدریش (به آلمانی: Arne Friedrich) بازیکن فوتبال و مدافع اهل آلمان است که از سال ۲۰۰۲ میلادی عضو تیم ملی فوتبال آلمان بوده‌است. وی در ۸۲ بازی ملی حضور داشته است و آخرین بازی ملی خود را در سال ۲۰۱۱ میلادی انجام داد. آرنه فریدریش در بازی‌های ملی‌اش ۱ گل به ثمر رساند.